# Jaroslav Jan Caha

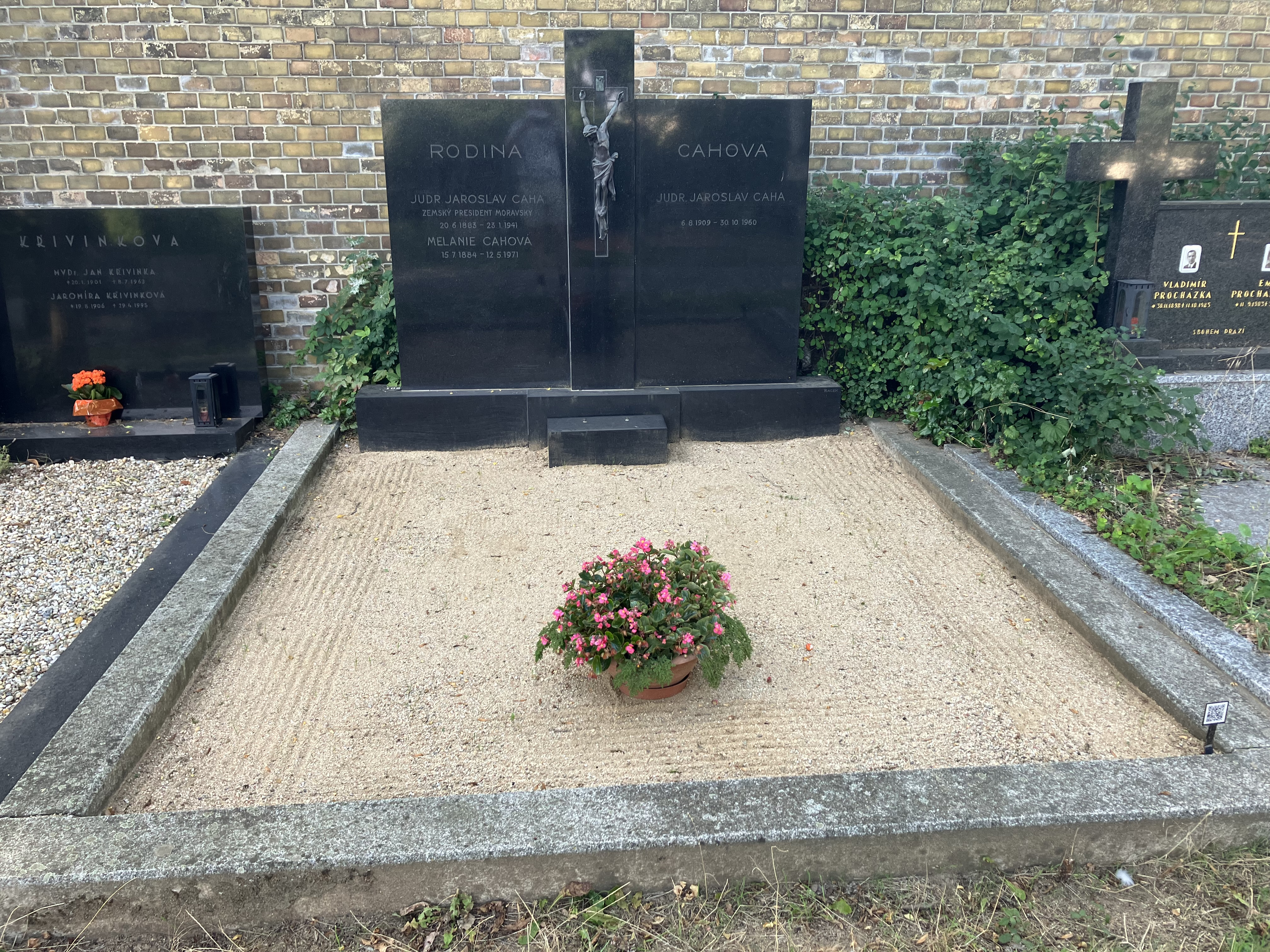
Hrob Jaroslava Jana Cahy

Jaroslav Jan Caha (20. června 1883 Rozsochy – 23. ledna 1941 Brno) byl československý politik a úředník. V letech 1939–1941 byl zemským prezidentem země Moravskoslezské.

## Život
Narodil se do rodiny Josefa Cahy a jeho manželky Josefy, rozené Procházkové.
Práva vystudoval na české univerzitě v Praze a na univerzitě ve Štýrském Hradci. Po studiích působil jako konceptní úředník u Moravského místodržitelství v Brně (1906) a následně byl přidělen k okresní politické správě. Poté nějaký čas působil na okresním hejtmanství v Třebíči (1908) a v Brně (1908–1910 a 1912–1919), kde jej v hodnosti okresního komisaře zastihl konec rakousko-uherské monarchie. Později pracoval jako úředník na ministerstvu vnitra a v prezidiu Ministerské rady.
V roce 1939 se vrátil do Brna a v červnu převzal funkci zemského prezidenta, kde setrval až do své smrti. Zemřel 23. ledna 1941 po zásahu elektrickým proudem ze špatného vedení od stolní lampy. Rakev s tělem byla ve dnech 25. až 26. ledna vystavena v budově zemského úřadu. Pohřeb proběhl 27. ledna v kostele sv. Tomáše za účasti protektorátního ministra vnitra Josefa Ježka. Pohřbený je na Ústředním hřbitově v Brně, sk. 28/hr. 102-3.

## Rodina
Jeho bratry byli Jan (13. srpna 1872 Rozsochy – 10. ledna 1937 Brno), právník, pedagog a spisovatel, a Vladimír, sekční šéf na ministerstvu pošt a telegrafů v Praze.
24. října 1908 se oženil s Melanií Brandstillerovou (15. července 1884 Valašské Meziříčí – 12. května 1971 Brno). Z tohoto manželství se jim narodil syn, Jaroslav (6. srpna 1909 Brno – 10. října 1960 Brno), tajemník Ústředního svazu průmyslu.